# Ibrahim Salah (calciatore 1987)
Ibrahim Salah (in arabo إبراهيم صلاح‎?; Mansura, 1º  aprile 1987) è un calciatore egiziano, centrocampista.

## Carriera

### Club
Ha giocato nel campionato egiziano e saudita.

### Nazionale
Ha esordito con la nazionale nel 2010 ed è stato convocato per la Coppa d'Africa 2017, dove ha ottenuto il secondo posto.

## Statistiche

### Presenze e reti nei club
Statistiche aggiornate al 20 febbraio 2018.
| Stagione        | Squadra         | Campionato      | Campionato | Campionato | Coppe nazionali | Coppe nazionali | Coppe nazionali | Coppe continentali | Coppe continentali | Coppe continentali | Altre coppe | Altre coppe | Altre coppe | Totale | Totale |
| Stagione        | Squadra         | Comp            | Pres       | Reti       | Comp            | Pres            | Reti            | Comp               | Pres               | Reti               | Comp        | Pres        | Reti        | Pres   | Reti   |
| --------------- | --------------- | --------------- | ---------- | ---------- | --------------- | --------------- | --------------- | ------------------ | ------------------ | ------------------ | ----------- | ----------- | ----------- | ------ | ------ |
| 2008-2009       | Zamalek         | PL              | 5          | 0          | CE              | 0               | 0               | -                  | -                  | -                  | SE          | -           | -           | 27     | 5      |
| 2009-2010       | Zamalek         | PL              | 20         | 0          | CE              | 2               | 0               | -                  | -                  | -                  | -           | -           | -           | 22     | 0      |
| 2010-2011       | Zamalek         | PL              | 23         | 0          | CE              | 4               | 0               | CCL                | 3                  | 1                  | -           | -           | -           | 30     | 1      |
| 2011-2012       | Zamalek         | PL              | 13         | 0          | -               | -               | -               | CCL                | 12                 | 1                  | -           | -           | -           | 25     | 1      |
| 2012-2013       | Zamalek         | PL              | 12         | 0          | CE              | 1               | 0               | CCL                | 6                  | 0                  | -           | -           | -           | 19     | 0      |
| 2013-2014       | Al-Orobah       | SPL             | 25         | 1          | CPC             | 0               | 0               | -                  | -                  | -                  | KCC         | 1           | 0           | 26     | 1      |
| 2014-2015       | Zamalek         | PL              | 31         | 1          | CE              | 2               | 0               | CC                 | 10                 | 1                  | SE          | 1           | 0           | 44     | 2      |
| 2015-gen. 2016  | Zamalek         | PL              | 6          | 0          | CE              | 0               | 0               | CCL                | 0                  | 0                  | SE          | 0           | 0           | 6      | 0      |
| gen.-giu. 2016  | Smouha          | PL              | 14         | 1          | CE              | 0               | 0               | -                  | -                  | -                  | -           | -           | -           | 14     | 1      |
| 2016-2017       | Zamalek         | PL              | 17         | 2          | CE+CE           | 2+2             | 0               | CCL+CCL+ACL        | 5+3+2              | 0                  | SE          | 0           | 0           | 31     | 2      |
| Totale Zamalek  | Totale Zamalek  | Totale Zamalek  | 127        | 3          |                 | 13              | 0               |                    | 41                 | 3                  |             | 1           | 0           | 182    | 6      |
| 2017-2018       | Al-Mokawloon    | PL              | 16         | 0          | CE              | 2               | 0               | -                  | -                  | -                  | -           | -           | -           | 18     | 0      |
| Totale carriera | Totale carriera | Totale carriera | 182        | 5          |                 | 15              | 0               |                    | 41                 | 3                  |             | 2           | 0           | 240    | 6      |

### Cronologia presenze e reti in Nazionale
| Cronologia completa delle presenze e delle reti in nazionale ― Egitto | Cronologia completa delle presenze e delle reti in nazionale ― Egitto | Cronologia completa delle presenze e delle reti in nazionale ― Egitto | Cronologia completa delle presenze e delle reti in nazionale ― Egitto | Cronologia completa delle presenze e delle reti in nazionale ― Egitto | Cronologia completa delle presenze e delle reti in nazionale ― Egitto | Cronologia completa delle presenze e delle reti in nazionale ― Egitto | Cronologia completa delle presenze e delle reti in nazionale ― Egitto |
| Data                                                                  | Città                                                                 | In casa                                                               | Risultato                                                             | Ospiti                                                                | Competizione                                                          | Reti                                                                  | Note                                                                  |
| --------------------------------------------------------------------- | --------------------------------------------------------------------- | --------------------------------------------------------------------- | --------------------------------------------------------------------- | --------------------------------------------------------------------- | --------------------------------------------------------------------- | --------------------------------------------------------------------- | --------------------------------------------------------------------- |
| 17-11-2010                                                            | Il Cairo                                                              | Egitto                                                                | 3 – 0                                                                 | Australia                                                             | Amichevole                                                            | -                                                                     |                                                                       |
| 16-12-2010                                                            | Doha                                                                  | Qatar                                                                 | 2 – 1                                                                 | Egitto                                                                | Amichevole                                                            | -                                                                     | 71’                                                                   |
| 05-01-2011                                                            | Il Cairo                                                              | Egitto                                                                | 5 – 1                                                                 | Tanzania                                                              | Amichevole                                                            | -                                                                     | 57’                                                                   |
| 09-01-2011                                                            | Il Cairo                                                              | Egitto                                                                | 1 – 0                                                                 | Uganda                                                                | Amichevole                                                            | -                                                                     |                                                                       |
| 14-01-2011                                                            | Il Cairo                                                              | Egitto                                                                | 5 – 1                                                                 | Kenya                                                                 | Amichevole                                                            | -                                                                     | 51’                                                                   |
| 14-11-2011                                                            | Doha                                                                  | Brasile                                                               | 2 – 0                                                                 | Egitto                                                                | Amichevole                                                            | -                                                                     | 46’                                                                   |
| 27-02-2012                                                            | Doha                                                                  | Egitto                                                                | 5 – 0                                                                 | Kenya                                                                 | Amichevole                                                            | -                                                                     |                                                                       |
| 29-03-2012                                                            | Omdurman                                                              | Egitto                                                                | 2 – 1                                                                 | Uganda                                                                | Amichevole                                                            | -                                                                     | 59’                                                                   |
| 14-04-2012                                                            | Dubai                                                                 | Egitto                                                                | 3 – 0                                                                 | Mauritania                                                            | Amichevole                                                            | -                                                                     | 70’                                                                   |
| 17-04-2012                                                            | Dubai                                                                 | Iraq                                                                  | 0 – 0                                                                 | Egitto                                                                | Amichevole                                                            | -                                                                     | 68’                                                                   |
| 20-05-2012                                                            | Omdurman                                                              | Egitto                                                                | 2 – 1                                                                 | Camerun                                                               | Amichevole                                                            | -                                                                     | 32’                                                                   |
| 22-05-2012                                                            | Omdurman                                                              | Egitto                                                                | 3 – 0                                                                 | Togo                                                                  | Amichevole                                                            | -                                                                     |                                                                       |
| 01-06-2012                                                            | Alessandria d'Egitto                                                  | Egitto                                                                | 2 – 0                                                                 | Mozambico                                                             | Qual. Mondiali 2014                                                   | -                                                                     | 65’ 73’                                                               |
| 16-10-2012                                                            | Abu Dhabi                                                             | Egitto                                                                | 0 – 1                                                                 | Tunisia                                                               | Amichevole                                                            | -                                                                     | 45+2’ 61’                                                             |
| 14-11-2012                                                            | Tbilisi                                                               | Georgia                                                               | 0 – 0                                                                 | Egitto                                                                | Amichevole                                                            | -                                                                     | 73’                                                                   |
| 28-12-2012                                                            | Doha                                                                  | Qatar                                                                 | 0 – 2                                                                 | Egitto                                                                | Amichevole                                                            | -                                                                     |                                                                       |
| 10-01-2013                                                            | Abu Dhabi                                                             | Ghana                                                                 | 3 – 0                                                                 | Egitto                                                                | Amichevole                                                            | -                                                                     | 81’                                                                   |
| 06-02-2013                                                            | Madrid                                                                | Cile                                                                  | 2 – 1                                                                 | Egitto                                                                | Amichevole                                                            | -                                                                     | 80’                                                                   |
| 22-03-2013                                                            | Alessandria d'Egitto                                                  | Egitto                                                                | 10 – 0                                                                | eSwatini                                                              | Amichevole                                                            | -                                                                     | 46’                                                                   |
| 04-06-2013                                                            | Il Cairo                                                              | Egitto                                                                | 1 – 1                                                                 | Botswana                                                              | Amichevole                                                            | -                                                                     | 46’                                                                   |
| 09-06-2013                                                            | Harare                                                                | Zimbabwe                                                              | 2 – 4                                                                 | Egitto                                                                | Qual. Mondiali 2014                                                   | -                                                                     | 67’                                                                   |
| 14-08-2013                                                            | El Gouna                                                              | Egitto                                                                | 3 – 0                                                                 | Uganda                                                                | Amichevole                                                            | -                                                                     | 72’                                                                   |
| 10-10-2014                                                            | Gaborone                                                              | Botswana                                                              | 0 – 2                                                                 | Egitto                                                                | Qual. Coppa d'Africa 2015                                             | -                                                                     |                                                                       |
| 15-10-2014                                                            | Il Cairo                                                              | Egitto                                                                | 2 – 0                                                                 | Botswana                                                              | Qual. Coppa d'Africa 2015                                             | -                                                                     |                                                                       |
| 15-11-2014                                                            | Il Cairo                                                              | Egitto                                                                | 0 – 1                                                                 | Senegal                                                               | Qual. Coppa d'Africa 2015                                             | -                                                                     | 64’                                                                   |
| 26-03-2015                                                            | Il Cairo                                                              | Egitto                                                                | 2 – 0                                                                 | Guinea Equatoriale                                                    | Amichevole                                                            | -                                                                     | 31’ 62’                                                               |
| 14-06-2015                                                            | Alessandria d'Egitto                                                  | Egitto                                                                | 3 – 0                                                                 | Tanzania                                                              | Qual. Coppa d'Africa 2017                                             | -                                                                     |                                                                       |
| 06-09-2015                                                            | N'Djamena                                                             | Ciad                                                                  | 1 – 5                                                                 | Egitto                                                                | Qual. Coppa d'Africa 2017                                             | -                                                                     | 53’                                                                   |
| 29-01-2016                                                            | Aswan                                                                 | Egitto                                                                | 2 – 0                                                                 | Libia                                                                 | Amichevole                                                            | -                                                                     | Cap.                                                                  |
| 27-02-2016                                                            | Alessandria d'Egitto                                                  | Egitto                                                                | 2 – 0                                                                 | Burkina Faso                                                          | Amichevole                                                            | -                                                                     |                                                                       |
| 25-03-2016                                                            | Kaduna                                                                | Nigeria                                                               | 1 – 1                                                                 | Egitto                                                                | Qual. Coppa d'Africa 2017                                             | -                                                                     | 80’                                                                   |
| 29-03-2016                                                            | Alessandria d'Egitto                                                  | Egitto                                                                | 1 – 0                                                                 | Nigeria                                                               | Qual. Coppa d'Africa 2017                                             | -                                                                     | 22’                                                                   |
| 30-08-2016                                                            | Alessandria d'Egitto                                                  | Egitto                                                                | 1 – 1                                                                 | Guinea                                                                | Amichevole                                                            | -                                                                     | 44’ 46’                                                               |
| 06-09-2016                                                            | Johannesburg                                                          | Sudafrica                                                             | 1 – 0                                                                 | Egitto                                                                | Amichevole                                                            | -                                                                     |                                                                       |
| 08-01-2017                                                            | Il Cairo                                                              | Egitto                                                                | 1 – 0                                                                 | Tunisia                                                               | Amichevole                                                            | -                                                                     | 46’                                                                   |
| 01-02-2017                                                            | Libreville                                                            | Burkina Faso                                                          | 1 – 1 dts (3 – 4 dtr)                                                 | Egitto                                                                | Coppa d'Africa 2017 - Semifinale                                      | -                                                                     |                                                                       |
| Totale                                                                |                                                                       | Presenze                                                              | 36                                                                    |                                                                       | Reti                                                                  | 0                                                                     |                                                                       |

## Palmarès

### Club

#### Competizioni nazionali
- Campionato egiziano: 1

Zamalek: 2014-2015
- Coppa d'Egitto: 4

Zamalek: 2013, 2014, 2015, 2016
- Supercoppa d'Egitto: 1

Zamalek: 2017

### Individuale
- Egyptian Premier League Team of the Year: 1[3]

2014-2015